# Siekierowice
Siekierowice (niem. Schickerwitz) – wieś w Polsce położona w województwie dolnośląskim, w powiecie oleśnickim, w gminie Dobroszyce.

## Podział administracyjny
W latach 1975–1998 miejscowość administracyjnie należała do województwa wrocławskiego.

## Historia
Najstarsze znane wzmianki w dokumentach o Siekierowicach pochodzą z lat 1355 i 1418. W roku 1793 została założona ewangelicka szkoła elementarna. Ostatni budynek szkolny, mieszczący dwie klasy i mieszkania dla dwóch nauczycieli, został wybudowany w 1913. Siekierowice były majątkiem ziemskim, którego właścicielami byli między innymi von Puttkamerowie. W 1929 roku do Siekierowic administracyjnie przyłączono inne pobliskie majątki jak Cichoszów, Krotowice i Czartowice. W Siekierowicach i Cichoszowie były młyny wodne, a w Czartowicach - wiatrak. Siekierowice były siedzibą gminy, do której należały też Strzelce i Jaksonowice.

## Zabytki
Do wojewódzkiego rejestru zabytków wpisane są:
- zespół pałacowy:
  - pałac, z początku XX w.
  - park, z XVIII w., zmiany w połowie XIX w.
  - zabudowania gospodarcze, z przełomu XIX/XX w.
- park pałacowy (II), z końca XVIII w., koniec XIX w.
  - kaplica grobowa Puttkamerów, z czwartej ćwierci XIX w.